# Góry Hira
Góry Hira (jap. 比良山地 Hira-sanchi) – łańcuch górski położony po zachodniej stronie największego jeziora Japonii, Biwa, w prefekturze Shiga, na wyspie Honsiu (Honshū). 
Najwyższe szyty tego pasma: Buna-ga-take (1 214 m), Hōrai-san (1 174), Uchimi-yama (1 108).
Góry te są częścią Quasi Parku Narodowego Biwa-ko. 
Na przełomie marca i kwietnia z gór Hira w dół do jeziora Biwa wieje silny lokalny wiatr hira-oroshi. Jest w stanie zatopić łodzie na jeziorze lub zatrzymać pociągi przejeżdżające wzdłuż brzegów, u podnóża gór. 

## Galeria

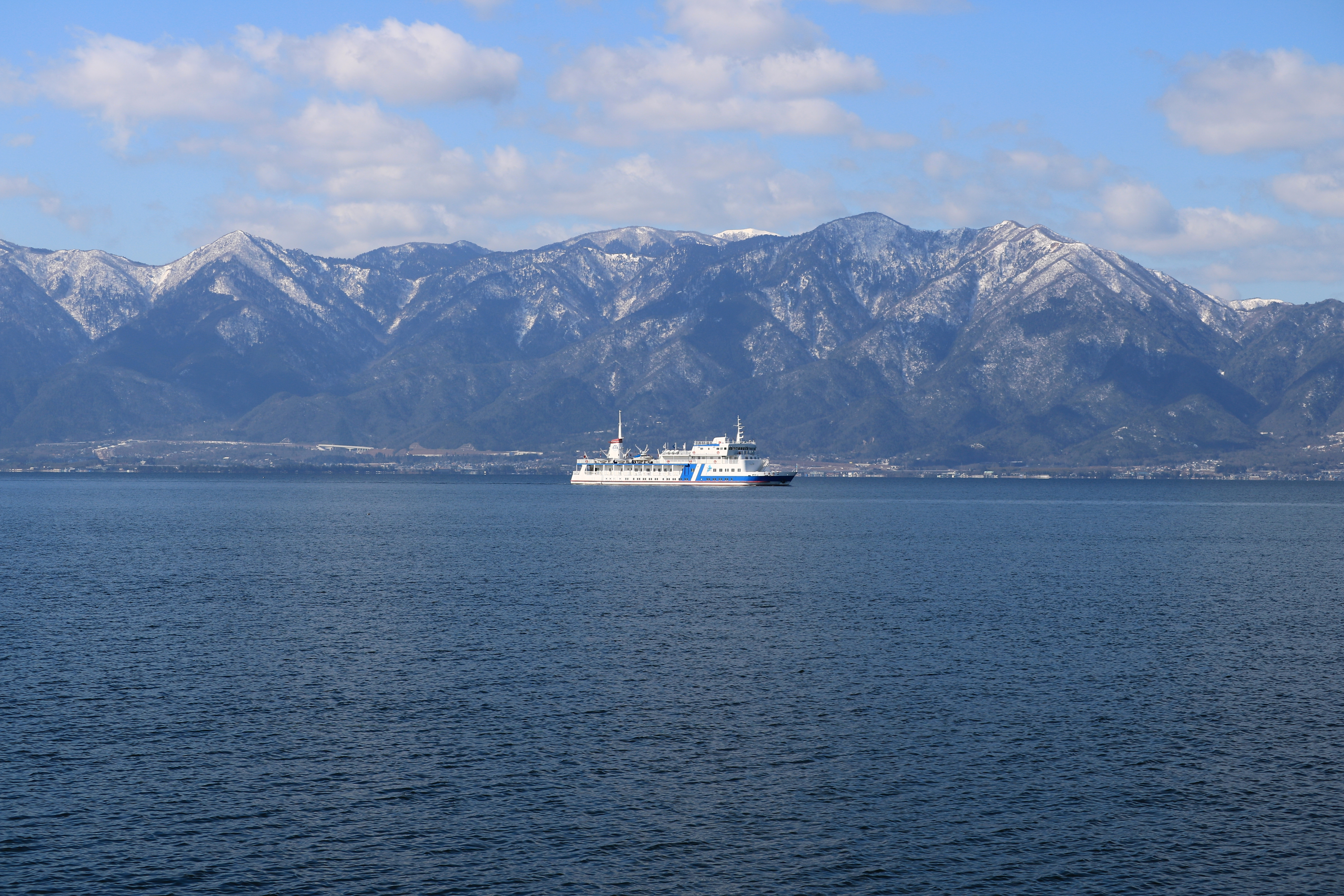
Góry Hira i jezioro Biwa
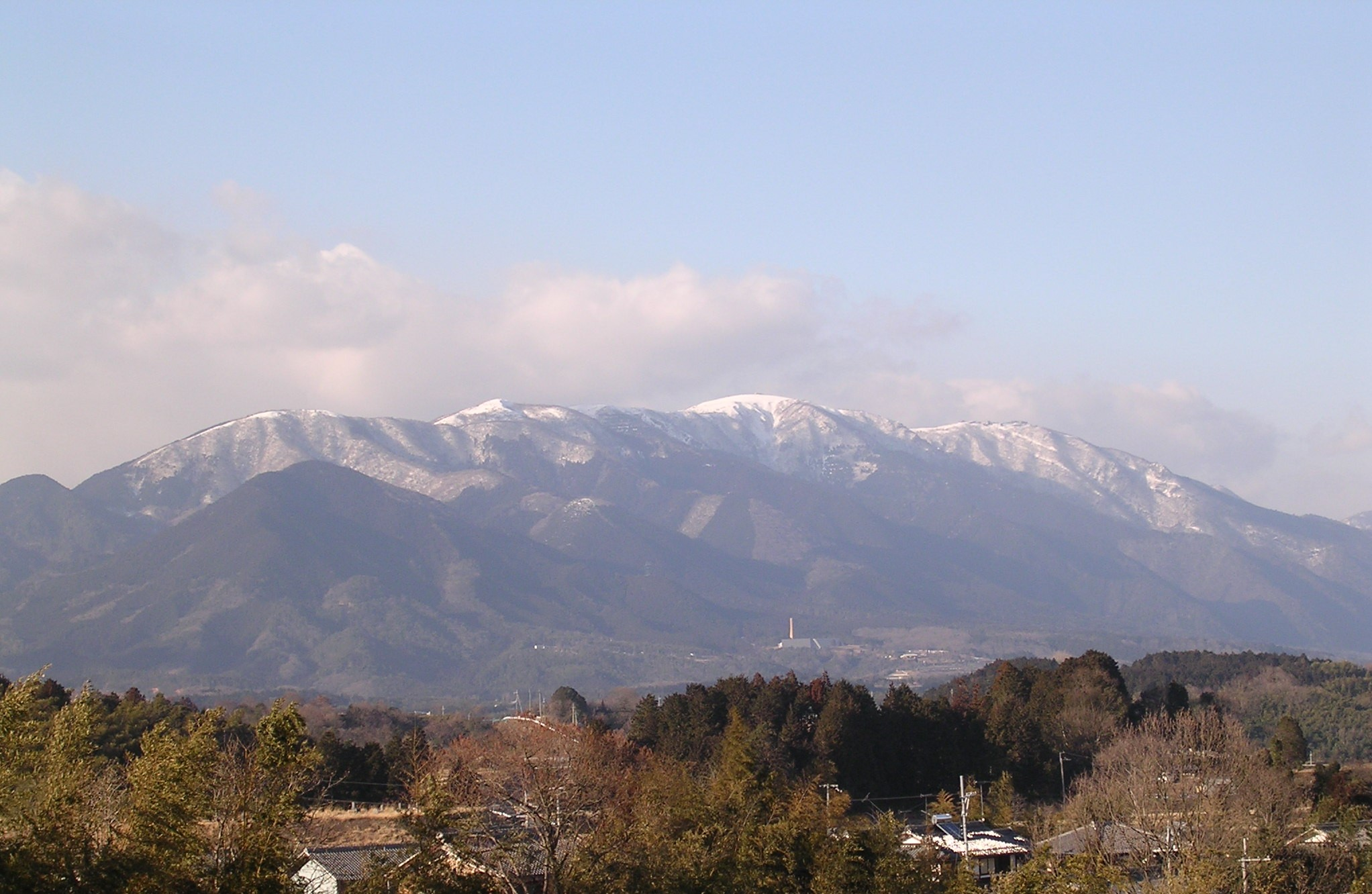
Góry Hira